# Derok Ren
Derok Ren (Derokren, Deroc Ren) ist ein osttimoresischer Ort im Suco Leohito (Verwaltungsamt Balibo, Gemeinde Bobonaro). Bis 2015 gehörte das Dorf noch zum Suco Cowa. Derok Ren liegt im Westen der Aldeia Rai Ulun, in einer Meereshöhe von 658 m. Durch das Dorf führt eine Straße, die Leohito mit Cowa verbindet. Im Dorf gibt es eine Grundschule und eine Kapelle, südlich befindet sich ein Stützpunkt der Unidade de Patrulhamento de Fronteira (UPF), der Grenzpolizei.